# Ojämlikhet

Inkomstkillnader bland världens länder uttryckt med ginikoefficienter, 2007/2008.

Ojämlikhet är skillnader i fördelning av resurser, makt, status, möjligheter eller välstånd mellan individer eller grupper i ett samhälle, men kan även avse skillnader mellan samhällen. Motsatsen till ojämlikhet är jämlikhet. Begreppen ojämlikhet och jämlikhet är intimt förknippade med rättvisebegreppet i politisk filosofi, mångtydiga och politiskt kontroversiella.

## Typer av ojämlikhet
Det finns olika typer av ojämlikhet: ekonomisk, social, politisk ojämlikhet, m.fl. De olika typerna av ojämlikhet fungerar olika och drabbar människor på olika sätt.
Göran Therborn delar i sin bok Ojämlikhet dödar upp ojämlikhet som enligt honom indikerar begränsningar av mänskliga förmågor hos många människor, i tre olika delar:
- Vital ojämlikhet avser ojämlikhet för människan som kroppslig organism. Det kan manifesteras i skillnader i hälsa, livslängd och tillgång till näring.
- Existentiell ojämlikhet som syftar på skillnader i värdighet, erkännande eller autonomi. Sådana skillnader kan manifesteras i rättslig särbehandling av grupper, statusskillnader och asymmetriska sociala relationer.
- Resursojämlikhet syftar på skillnader i tillgång till handlingsresurser. Det kan röra sig om skillnader i inkomst, kapital, utbildning, makt och socialt kapital.

### Ekonomisk ojämlikhet
För att analysera hur stor den ekonomiska ojämlikheten är kan man använda några olika mått. Vanligt är att analysera fördelningen av inkomster mellan olika grupper, fördelningen av förmögenheter och lönernas andel av nationalinkomsten jämfört med t.ex. kapitalinkomster.

#### Inkomstojämlikhet
Trenden för inkomstojämlikheten under mitten av 1900-talet var att ojämlikheten minskade. En markant nedgång skedde under 1970-talet, för att nå sin botten runt 1980 och efter det har ojämlikheten vänt uppåt på nytt. Trenden med ökad ojämlikhet är konsekvent för såväl inkomsten för de rikaste 10 % (toppdecilens inkomstandel), som ojämlikheten mätt enligt Ginikoefficienten.
Det finns diverse svårigheter med att beräkna hur ojämlika inkomsterna är i världen. Det har dels att göra med att mått som Ginikoefficienten enbart hänsyn till kontanta överföringar till hushåll, exempelvis försörjningsstöd och bostadsbidrag. Omfördelningen av inkomster i samhället sker inte enbart via sådana överföringar, utan även genom att välfärden i varierande utsträckning är offentligt finansierad och subventionerad, vilket skulle kunna påverka uträkningen av ojämlikheten. En studie från 2018 visade att om man tar hänsyn till sådana indirekta omfördelningseffekter så skulle Ginivärdet sänkas med en fjärdedel i Sverige, och liknande för andra välfärdsstater i väst. 

#### Löneandelen av nationalinkomsten
Ett annat sätt att mäta ojämlikhet i ett samhälle är att jämföra andelen av löner respektive kapitalinkomster som utgör nationalinkomsten. Genom att analysera lönernas andel jämfört med kapital kan man få en fingervisning om den relativa makten mellan löntagare och kapitalägare i ekonomin. Andelen av löneinkomster i en ekonomi tenderar att vara ganska stabil över tid varför det kan vara svårt att dra några större slutsatser.  Enligt IMF:s och OECD:s analyser, m.fl. har den globala löneutvecklingen mellan 1980-talet och fram till åren före finanskrisen 2007-2008 frånkopplats från produktionsökningar och effektiviseringar, vilket har medfört en ökad ojämlikhet mellan löntagare och kapitalägare. Utvecklingen sedan 2008 har varit mindre tydlig, där löneandelen för vissa länder, t.ex. Sverige har ökat marginellt. En förklaring till detta har varit att vinster och kapitalinkomster faller snabbare än löner i lågkonjunkturer.

#### Fördelningen av förmögenhet
Förmögenheten är globalt sett mycket ojämnt fördelad, inte minst mellan olika världsdelar. Exempelvis äger 252 män mer än vad 1 miljard kvinnor och flickor som finns i Afrika, Latinamerika och Karibien gör tillsammans. De tio rikaste männen i världen har en större förmögenhet än de fattigaste 3,1 miljarder människorna. Ojämlikheten har dessutom accelererat under covid-19, där de tio rikaste har fördubblat sin förmögenhet samtidigt som 99% av mänskligheten har förlorat förmögenheter under pandemin. I ett större perspektiv innebar dock utveckling under 1900-talet en dramatisk utjämning i fördelningen av förmögenheter i västvärlden. Från att i början av 1900-talet varit koncentrerade till stora jordbruksgods och företagstillgångar vilka huvudsakligen ägdes av rika hushåll, skedde under 1900-talet en enorm tillväxt i framför allt bostads- och pensionstillgångar som ägdes av en bred allmänhet. Under 2000-talet har en ökning av ojämlikheten registrerats men i förhållande till 1900-talets dramatiska minskning av ojämlikheten är ökningen under 2000-talet liten.
I likhet med andra mått på ekonomisk ojämlikhet innebär en analys av ojämlikheten sett till förmögenheter vissa mätproblem. Det kan vara svårt att definiera exakt vad som ska omfattas av begreppet förmögenhet, men vanligt är att inkludera ekonomiska tillgångar i form av tillgångar på bankkonton, värdepapper av olika slag (aktier, fonder, m.m.) och kapitalförsäkringar. Flera ekonomer pekar också på att man i en förmögenhetsanalys måste beakta ett lands välfärdssystem, eftersom det reducerar behovet av att bygga upp en privat förmögenhet som skyddsnät och därmed kan ses som en typ av tillgång.

## Effekter

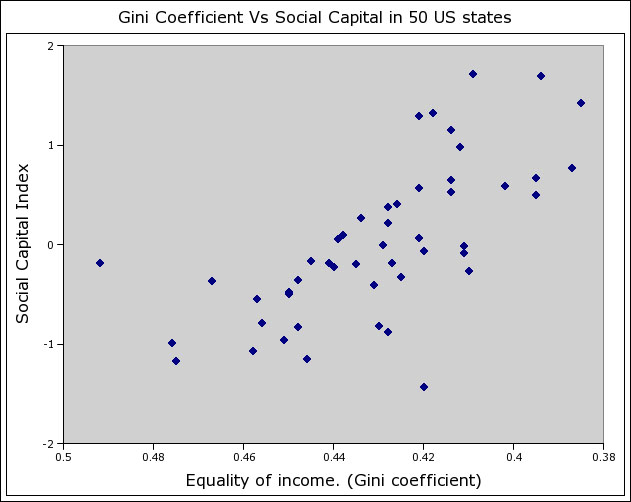
Sambandet mellan inkomstojämlikhet och nivåer av socialt kapital i de 50 staterna i USA. När inkomstojämlikheten ökar, så minskar det sociala kapitalet.

Forskningen har ännu inte kunnat redovisa något robust samband mellan ojämlikhet och ekonomisk utveckling.

### Ekonomisk tillväxt
En mycket omfattande litteratur har studerat sambanden mellan ojämlikhet i inkomster, utbildning och kapital och vilka effekter detta har på ekonomisk tillväxt. Om ojämlikheten i ägande och förmögenheter är hög i ett land resulterar detta ibland i en lägre ekonomisk tillväxt. Detta samband har påvisats i såväl rika som fattiga länder. Lägre tillväxt kan ibland även resultera från hög ojämlikhet i inkomster. Sambandet har identifierats i flera studier både mellan länder och mellan arbetsgrupper med olika nivåer av ojämlikhet. Tillväxten kan påverkas negativt om inkomster och den politiska makten fördelas ojämlikt. Ett skäl till detta kan vara att om fördelningen av inkomster och makt är ojämlik så lägger politiska eliter stora resurser på att upprätthålla sina privilegier. Det skapar ett fördelssökande beteende som är improduktivt och leder till lägre tillväxt. Det faktum att fattiga i ojämlika länder har svårare att skaffa sig en utbildning leder till ett lägre humankapital, alltså utbildning, och detta identifierats som en faktor bakom lägre tillväxt. Det finns studier som pekar på att ökad ojämlikhet leder till högre politisk instabilitet, vilket i sin tur reducerar viljan att investera i landet och därmed sänker tillväxten.
I många fall kan dock högre ojämlikhet bidra till högre produktivitet. Några studier har funnit att högre inkomstojämlikhet ger lägre tillväxt i de fattigaste länderna men högre tillväxt i rika länder. Det finns studier som ifrågasätter sambanden mellan inkomstojämlikhet och tillväxt i fattiga länder och menar att sambandet saknar betydelse.

### Hälsa
Högre ojämlikhet av olika slag kopplas till sämre hälsa hos befolkningen. Oxfam har beskrivit den höga ojämlikheten i världen som en form av ekonomiskt våld som leder till många människors död. Politiska och ekonomiska samhällsstrukturer, menar de, motarbetar fattiga på ett systematiskt sätt och innebär att människor dör då de på grund av sin fattigdom inte får tillgång till den vård de har rätt till enligt de mänskliga rättigheterna. Enligt Oxfams beräkningar dör 21 300 människor varje dag eller 1 person var fjärde sekund, på grund av hunger, bristande tillgång till god sjukvård och könsrelaterat våld som har sin grund i ett ekonomiskt ojämlikt globalt system. På ett år beräknas 5,6 miljoner människor dö av bristande sjukvård, 67 000 kvinnor på grund av våld i nära relationer, 2,1 miljoner av hunger och från år 2030 beräknas 231 000 människor dö varje år av ett varmare klimat.

## Ojämlikhet och politisk ideologi
Konflikten mellan den politiska vänstern och högern beror i mycket på en grundläggande skillnad i synen på jämlikhet och ojämlikhet. Vänstern har det jämlika och klasslösa samhället som rättviseideal och verkar för att utjämna ojämlikheter mellan olika grupper i samhället. De eftersträvar en rättvis fördelning av samhällets resurser och möjligheter så att alla i befolkningen erhåller jämlik tillgång till utbildning, hälsovård, ekonomiska möjligheter och andra viktiga resurser för att varje individ ska kunna förverkliga sin fulla potential. Social rättvisa strävar efter att kompensera för historiska och strukturella ojämlikheter som kan hindra vissa grupper från att nå sin fulla potential.
Högern utgår däremot från att människors olikhet, både i termer av förmågor och ansträngningar, innebärande att alla samhällen måste vara ojämlika. Det finns flera argument som högerinriktade rörelser och ekonomiska teorier ofta för fram när det gäller ojämlikhet:
1. Ekonomisk effektivitet: De betonar att en viss nivå av ekonomisk ojämlikhet är nödvändig för att skapa ekonomisk tillväxt och incitament för att arbeta effektivare och driva innovation.
2. Individuell frihet: De framhäver individens rätt att behålla och använda de ekonomiska resurser de tjänat eller skapat, och att fördelningspolitik kan ses som ett ingrepp i denna frihet.
3. Marknadsekonomi: De accepterar att handel med varor och tjänster baserat på utbud och efterfrågan kan leda till olika ekonomiska resultat för olika individer.

I sin bok Equal is Unfair argumenterar Yaron Brook och Don Watkins för politisk jämlikhet, att alla är lika inför lagen, och menar att detta automatiskt leder till ekonomisk ojämlikhet eftersom olika personer producerar olika mycket rikedomar och att det är en helt naturlig konsekvens av ett fritt samhälle, och att ekonomiskt ojämlikhet därmed inte är något problem.

## Ojämlikhet i olika delar av världen

### Europa

#### Sverige
Huvudartikel: Ojämlikhet i Sverige
Sverige och övriga Norden tillhör världens mest jämlika stater. Jämfört med andra regioner i världen är kulturen och samhället över lag jämlikhetsorienterat. Dessutom har de nordiska länderna väl utbyggda välfärdsstater och starka demokratiska institutioner. Samtidigt har ojämlikheten sett till inkomster ökat i mycket hög takt i Sverige sedan 1980-talet, betydligt snabbare än de flesta andra länder i väst, främst till följd av en mycket stor ökning under 1900-talet i bostads- och pensionssparande som ägs av en bred medelklass.